# Xyletobius
Xyletobius is een monotypisch geslacht van kevers uit de familie van de klopkevers (Anobiidae).

## Soort
- Xyletobius marmoratus Sharp, 1881